# Gary Sprake
Gary Sprake (Swansea, 1945. április 3. – 2016. október 19.) walesi labdarúgó, kapus.

## Pályafutása

### Klubcsapatban
A Leeds United korosztályos csapatában kezdte a labdarúgást 1962-ben. Még ebben az évben a felnőtt csapatban is bemutatkozott. A leeds-i csapattal az 1968–69-es idényben bajnokságot nyert. Kétszer volt vásárvárosok kupája győztes az együttessel, egyszer döntős. 1973 és 1975 között a Birmingham City kapusa volt.

### A válogatottban
1963 és 1975 között 37 alkalommal szerepelt a walesi válogatottban. A magyar válogatott ellen egyszer szerepelt. Az 1974. október 30-i Európa-bajnoki-selejtezőn védte a walesi kaput, ahol csapata 2–0-s győzelmet aratott.

## Sikerei, díjai
Leeds United
- Angol bajnokság – másodosztály (Second Division)
  - bajnok: 1963–64
- Angol bajnokság (First Division)
  - bajnok: 1968–69
- Angol ligakupa
  - győztes: 1968
- Vásárvárosok kupája
  - győztes: 1967–68, 1970–71
  - döntős: 1966–67